# 邦维莱
邦维莱（法語：Bonviller，法語發音：[bɔ̃vile]）是法国默尔特-摩泽尔省的一个市镇，属于吕内维尔区。

## 地理
邦维莱（48°38'1"N, 6°29'50"E）面积5.04 平方千米，位于法国大東部大區默尔特-摩泽尔省，该省份为法国东北部内陆省份，是洛林的一部分，北邻比利时、卢森堡，北起顺时针与摩泽尔省、下莱茵省、孚日省和默兹省接壤。
与邦维莱接壤的市镇（或旧市镇、城区）包括：小比安维尔、德克斯维尔、安维尔欧雅尔、若利韦、吕内维尔。

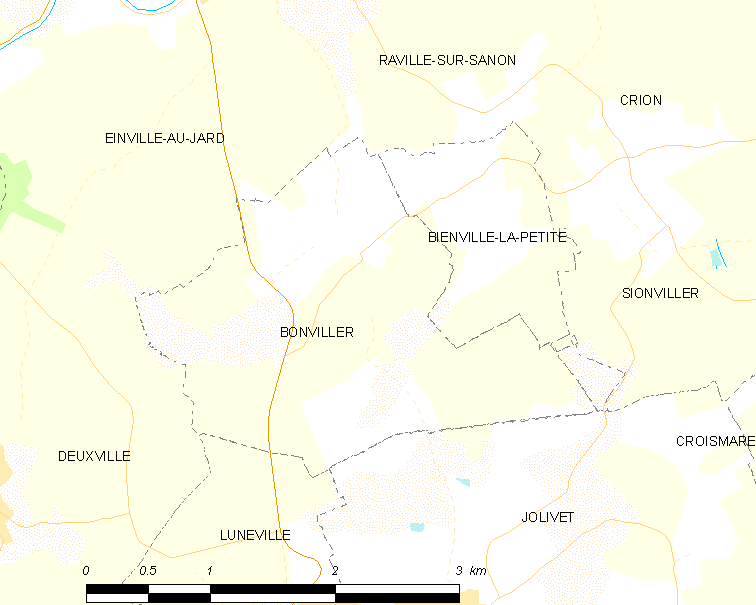
邦维莱的OSM定位图

邦维莱的时区为UTC+01:00、UTC+02:00（夏令时）。

## 行政
邦维莱的邮政编码为54300，INSEE市镇编码为54083。

## 政治
邦维莱所属的省级选区为吕内维尔第一县。

## 人口

1962-2008年间邦维莱人口变化图示

邦维莱于2022年1月1日时的人口数量为180人。